# Rosehill, New South Wales
Rosehill este o suburbie în Sydney, Australia lângă Parramatta în nord-vestul orașului. În Rosehill este situat Hipodromul Rosehill (Rosehill Racecourse).